# Ahmed Adly
Pour les articles homonymes, voir Adly.
Ahmed Adly (en arabe : أحمد عدلي, né le 19 février 1987) est un grand maître égyptien du jeu d'échecs, champion du monde junior en 2007.

## Biographie et carrière
Lors du Championnat du monde de la Fédération internationale des échecs 2004, Adly fut battu au premier tour par le Russe Sergueï Roublevski.
Adly remporta le championnat d'Afrique en 2005, 2011, 2019 et 2021.
En 2007, il remporte le Championnat du monde d'échecs junior. Il est le premier représentant africain à remporter le titre. La même année, il est médaillé d'or aux Jeux africains.

### Coupes du monde
Adly participa aux coupes du monde de 2005 (battu au 1er tour par Ruslan Ponomariov), 2007 (battu au 1er tour par Gata Kamsky),  2009, battu au premier tour par Viktor Bologan, 2011 (battu au 1er tour par Bu Xiangzhi), 2013 (battu au 1er tour par Aleksandr Moïsseïenko), 2015 (éliminé par Vassili Ivantchouk), 2019 (éliminé par Ivan Chéparinov) et 2021 (battu par l'Égyptien Abdelrahman Hesham).
Lors de la Coupe du monde d'échecs 2023, il bat le Brésilien Evandro Amorim Barbosa au premier tour, puis perd face au Néerlandais Jorden van Foreest au deuxième tour.

### Compétitions par équipe
Adly a défendu les couleurs de son pays aux Olympiades d'échecs en 2006, 2008 et 2010. Il a remporté le championnat national à deux reprises, en 2008 et 2009.
Parmi d'autres bonnes performances, il est 2e à Essent 2008 et 1er à Rijeka 2009. Au 1er janvier 2011, son classement Elo était de 2 640 points, ce qui faisait de lui le meilleur joueur africain.
Il est médaillé d'or en rapid individuel masculin et en rapide par équipe mixte et médaillé d'argent en blitz individuel masculin aux Jeux africains de 2019.